# Sân bay John Lennon Liverpool
Sân bay John Lennon Liverpool (mã IATA: LPL, mã ICAO: EGGP) là một sân bay quốc tế phục vụ thành phố Liverpool và Tây Bắc nước Anh. Trước đây có tên gọi là Sân bay Speke, Không quân Hoàng gia Speke, Sân bay Liverpool. Sân bay này nằm trong thành phố Liverpool tiếp giáp với cửa sông của sông Mersey và có cự ly 12 km  về phía đông nam trung tâm của Liverpool. Nó được đặt theo huyền thoại của ban nhạc The Beatles và nhà hoạt động hòa bình Liverpool bị ám sát, John Lennon. Cùng với các tuyến bay nội địa, còn có các chuyến bay thường xuyên đến hàng chục địa điểm trên khắp châu Âu, Cận Đông và Bắc Phi cũng như trước đây là Bắc Mỹ.
Từ năm 1997 và 2007 nó là một trong những sân bay châu Âu tăng trưởng nhanh nhất, có tăng lượng khách hàng năm từ 689.468 năm 1997 lên đến 5.470.000 lượt khách vào năm 2007. Năm 2010, chỉ hơn 5 triệu hành khách qua sân bay này, khiến cho nó là sân bay bận rộn thứ mười ở Vương quốc Anh.

## Hãng hàng không và tuyến bay
| Hãng hàng không                 | Các điểm đến |
| ------------------------------- | --- |
| Eastern Airways                 | Aberdeen, Southampton |
| EasyJet                         | Alicante, Amsterdam, Barcelona, Belfast-International, Berlin-Schönefeld, Brussels, Faro, Fuerteventura, Geneva, Gibraltar, Isle of Man, Jersey, Kraków, Lanzarote, Madrid, Málaga, Malta, Naples, Nice, Palma de Mallorca, Paris-Charles de Gaulle, Rhodes, Tallinn Theo mùa: Bodrum, Bordeaux, Grenoble, Ibiza, Innsbruck, Lisbon, Lyon, Máhon, Salzburg                                                                                      |
| Flybe                           | Belfast-City, Isle of Man |
| KLM cung ứng bởi KLM Cityhopper | Amsterdam |
| Ryanair                         | Alicante, Bratislava, Carcassonne, Cork, Derry, Dublin, Faro, Fuerteventura, Girona, Las Palmas de Gran Canaria, Kaunas, Knock, Kraków, Lanzarote, Limoges, Lodz, Málaga, Milan-Orio al Serio, Oslo-Rygge, Poznań, Riga, Sandefjord, Shannon, Stockholm-Skavsta, Tenerife-South, Wrocław Theo mùa: Bergerac, Ibiza, Kos, Murcia, Nîmes, Palma de Mallorca, Pisa, Porto, Reus, Rhodes, Rimini, Rome-Ciampino, Seville, Szczecin, Toulon, Trapani |
| Wizz Air                        | Gdańsk, Katowice, Warsaw |